# Tsàrskoie Seló
Tsàrskoie Seló (rus: Ца́рское Село́) fou l'antiga residència de la família imperial russa a la ciutat de Sant Petersburg i el centre de rebuda de la reialesa i la noblesa exterior. El nom de Tsàrskoie Seló significa 'llogaret dels tsar(s)'. El 1918 canvià de nom per passar a dir-se Détskoie Seló ('llogaret dels nens'), canviant de nou de nom el 1937 pel de Puixkin, en honor del centenari de la mort del famós poeta rus.
El complex de palaus de Tsàrskoie Seló se situa a 24 quilòmetres al sud de l'excapital tsarista, Sant Petersburg, al municipi de Puixkin.

## Història
El 1609-1702, al lloc del Palau de Caterina hi havia una finca sueca anomenada Saari Manor. Els finlandesos d'Ingria van anomenar aquest lloc Saari'
Era una petita finca formada per una casa de fusta, amb les seves dependències, i un modest jardí. Aquesta propietat prové d'una finca antiga esmentada als registres de l'Església l'any 1501 i es mostra als mapes dibuixats per Borís Godunov amb el nom de Saritsa (rus: Сирица).
El territori on actualment s'aixequen els palaus pertanyia, al segle xvii, a un noble suec fins que a finals del mateix segle el territori fou conquerit pel tsar Pere I de Rússia.
El nom es transformarà en Mansió Sarskaya (rus: Сарская мыза), després al poble de Saari, per fer-se Sarskoie Selo, i més tard en Tsarskoie Selo i canviat al segle xix per l'actual.
El 1708 el tsar Pere I de Rússia donà els territoris a la seva futura muller, la tsarina Caterina I de Rússia, que hi fundà l'església Blagovésxenskaia (Благове́щенская, que vol dir 'de l'Anunciació') l'any 1724. Va ser la tsarina Caterina qui inicià la construcció d'una casa de camp que esdevingué el primer palau de Caterina.
El palau d'Alexandre fou construït per la tsarina Caterina II de Rússia com a residència del seu net preferit: el futur tsar Alexandre I. Amb el pas del temps esdevingué la residència dels tsars Nicolau I i Nicolau II. Fou la primera de les etapes d'arrestos que conduïren a l'assassinat de la família imperial entre els anys 1917 i 1918.
Al final del segle xviii, Tsàrskoie Seló esdevingué popular com un centre d'estiueig entre la noblesa russa. Es creà una nova ciutat pròxima, Sofia, per ordre de Caterina II de Rússia per tal de situar-hi la guàrdia imperial. Aquesta nova ciutat s'uní a Tsàrskoie Seló l'any 1808.
La catedral de l'Ascensió fou dissenyada per l'arquitecte anglès Carles Cameron dintre de l'estil neoclàssic. L'any 1811, Alexandre I de Rússia creà un institut al costat del palau de Caterina al qual hi assistiren, entre d'altres, Aleksandr Puixkin, Aleksandr Gortxakov i Mikhaïl Saltikov-Sxedrín. La tradició literària de Tsàrskoie Seló continuà al segle xx amb Anna Akhmàtova i Innokenti Ànnenski.
Al segle xix la ciutat va escapar de la industrialització malgrat ésser la línia de ferrocarril que uneix Sant Petersburg i Tsàrskoie Seló la primera a ser construïda l'any 1837. El 1917 s'hi instal·là una potentíssima estació de ràdio i a la primavera del mateix any hi residí, sota segrest, el tsar Nicolau II amb la seva família.

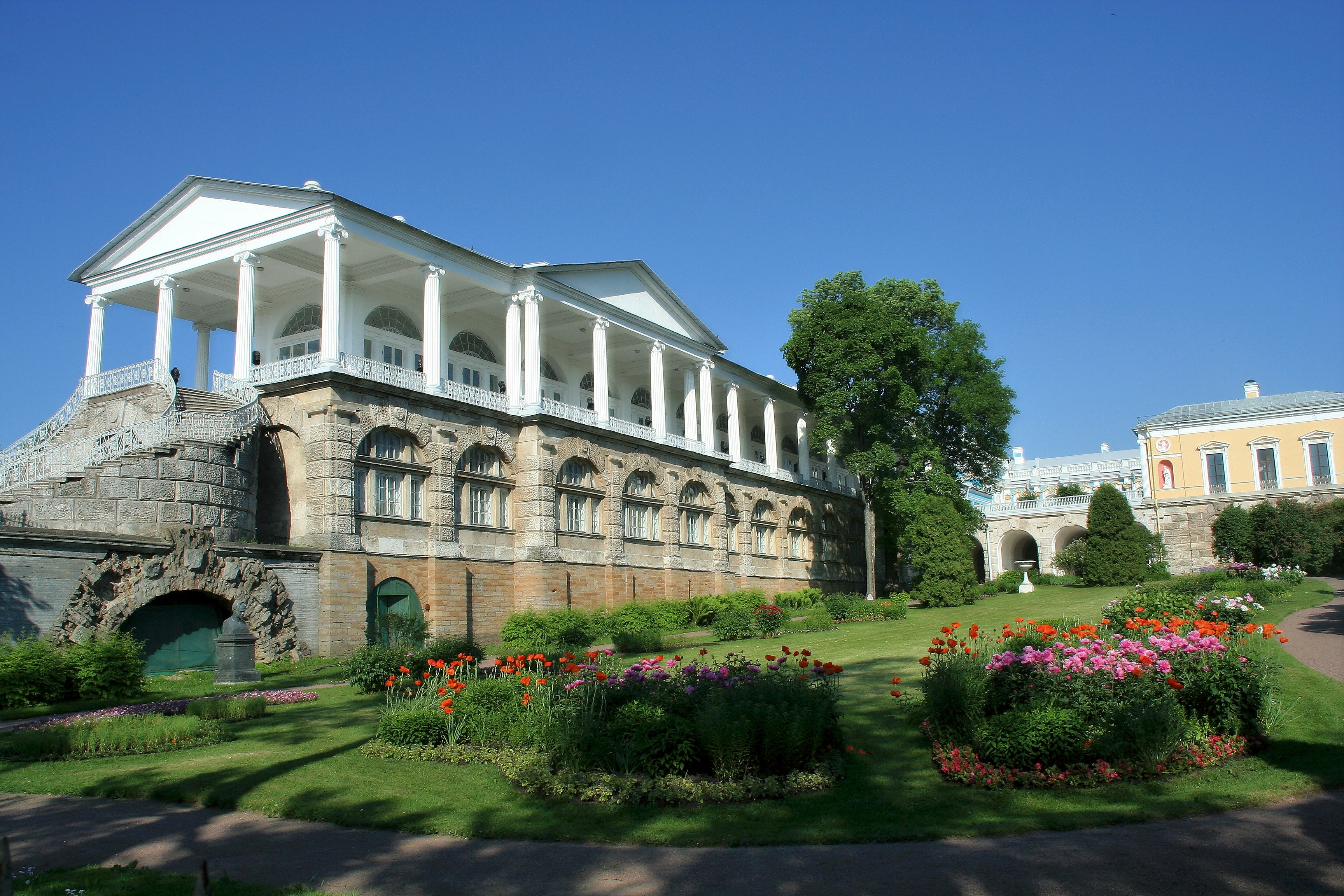
Galeries del palau de Caterina al complex de Tsàrskoie Seló

El 1918 Tsàrskoie Seló canvià de nom per passar a dir-se Détskoie Seló ('llogaret dels nens'), canviant de nou de nom el 1937 pel de Puixkin, en honor del centenari de la mort del famós poeta rus. Durant uns anys hi van viure a la ciutat un grup de nens enviats per la Segona República Espanyola («nens de Rússia») que fugien de la Guerra Civil.La ciutat va ser fundada a principis del segle XVIII sota el nom de Tsarskoie Selo, 'poble tsar'), per fer-se la residència d'estiueig dels Romanov.
El 1918 la ciutat va passar a anomenar-se Detskoye Selo ('poble infantil').
L'any 1937 el nom es va tornar a canviar a Puixkin per honrar i celebrar el centenari de la mort d'Aleksandr Puixkin.
El 17 de setembre de 1941 els nazis ocuparen la ciutat, destruint molts monuments històrics, edificis i altres peces culturals entre les quals s'hi trobava la famosa Sala Àmbar, restaurada l'any 2003 amb fons del govern federal alemany com a restitució de guerra i per tal de celebrar el tercer centenari de la fundació de la ciutat de Sant Petersburg.
Durant el setge de Leningrad durant la Segona Guerra Mundial, la ciutat va ser escenari de diverses batalles i bombardejos, especialment a mitjans de setembre 1941, quan les tropes alemanyes van prendre la ciutat, i després al gener 1944, quan van abandonar la ciutat, destruint el Palau de Caterina.
Després de la Segona Guerra Mundial es planejà la restauració total del complex, ja que moltes parts del recinte havien estat destruïdes. Avui, encara, no s'han acabat els treballs de restauració del palau d'Alexandre i de l'església palatina.

El 1981, un accident d'avió a l'aeroport militar va matar tots els passatgers, inclosos molts oficials superiors de la Flota del Pacífic.

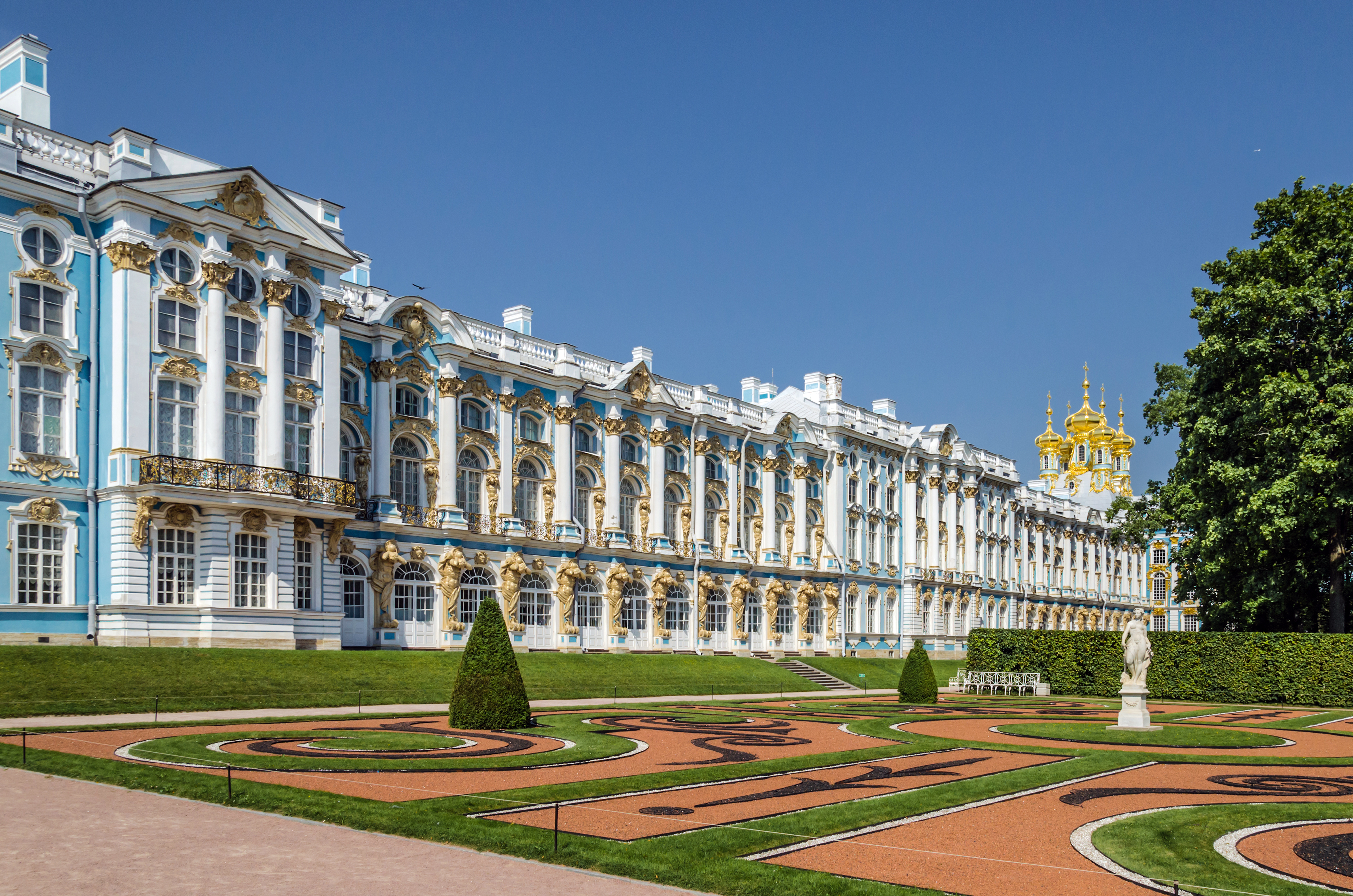
Façana del Palau de Caterina
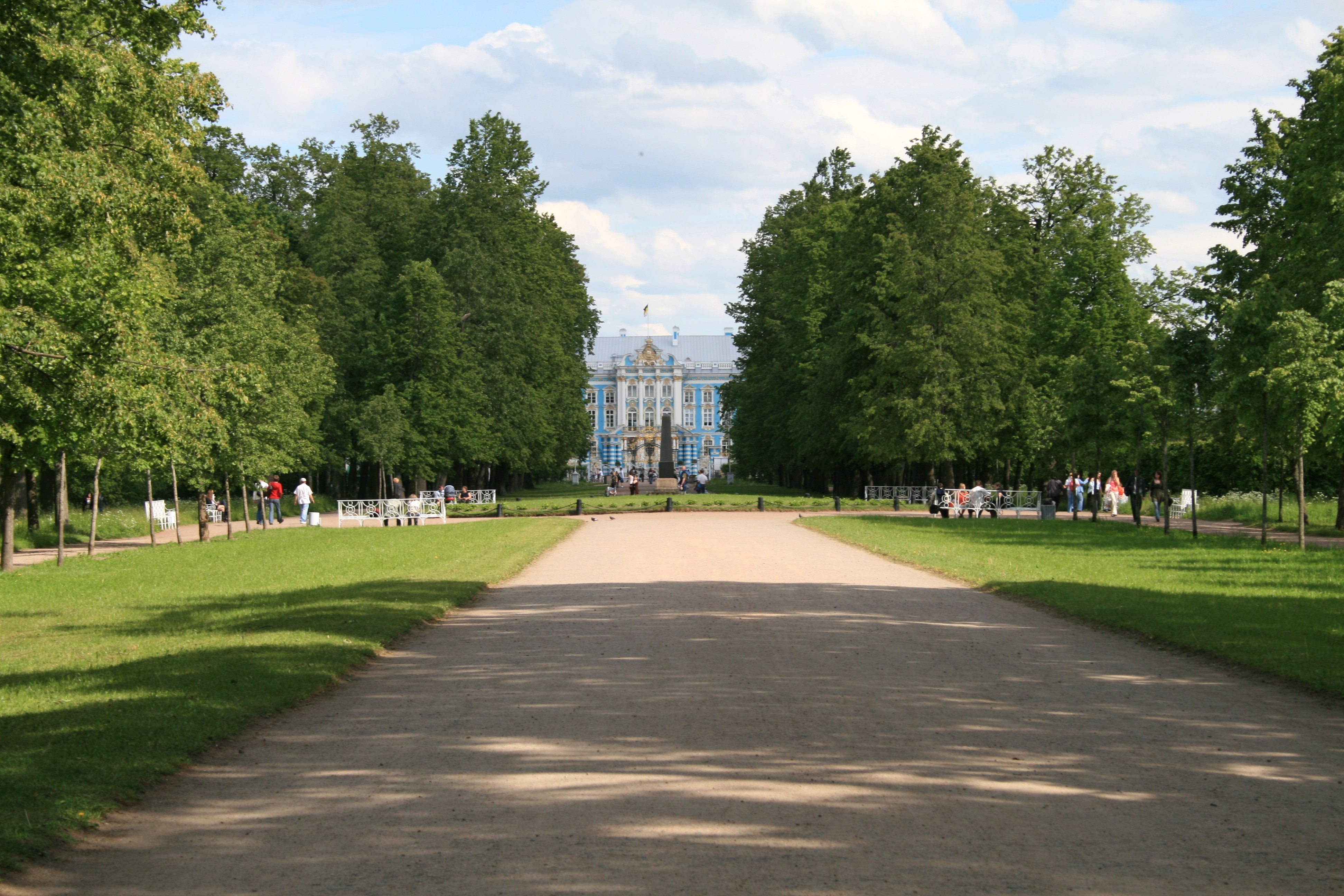
L'avinguda Linden al parc Alexander que porta al Palau de Catalina
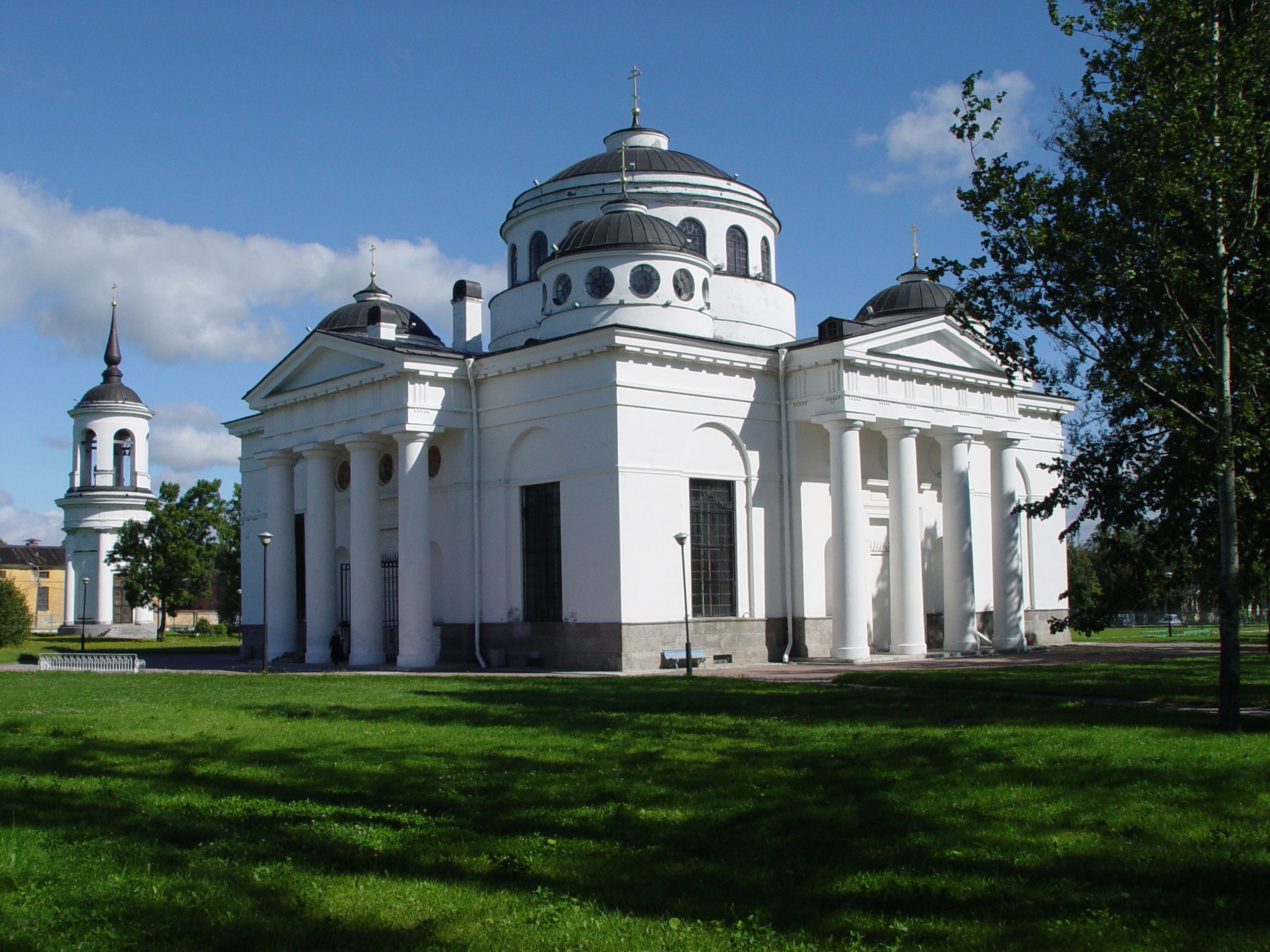
Vista de la catedral de l'Ascensió (església col·legiata) al barri de Santa Sofia
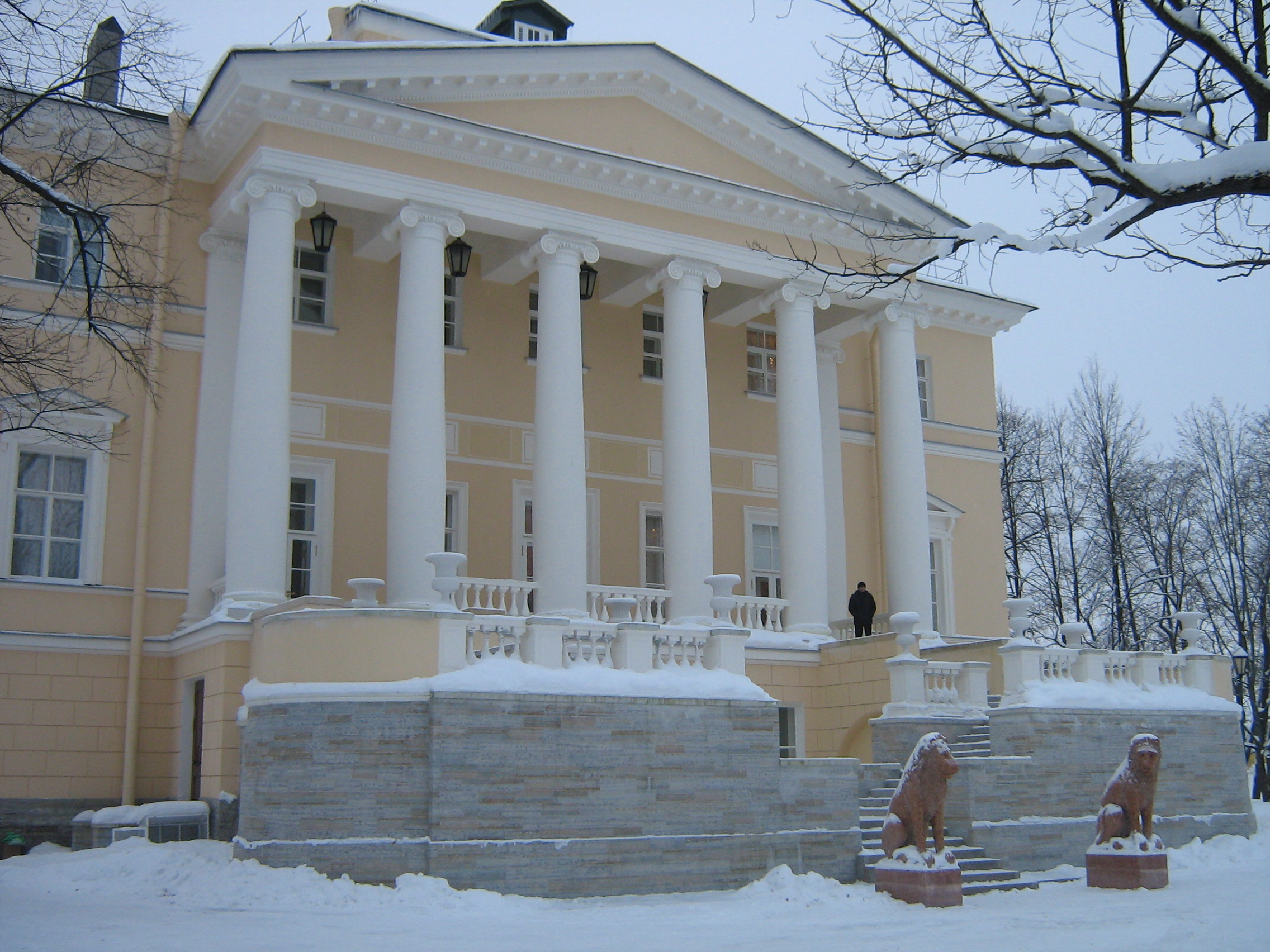
Façana del palau de reserva
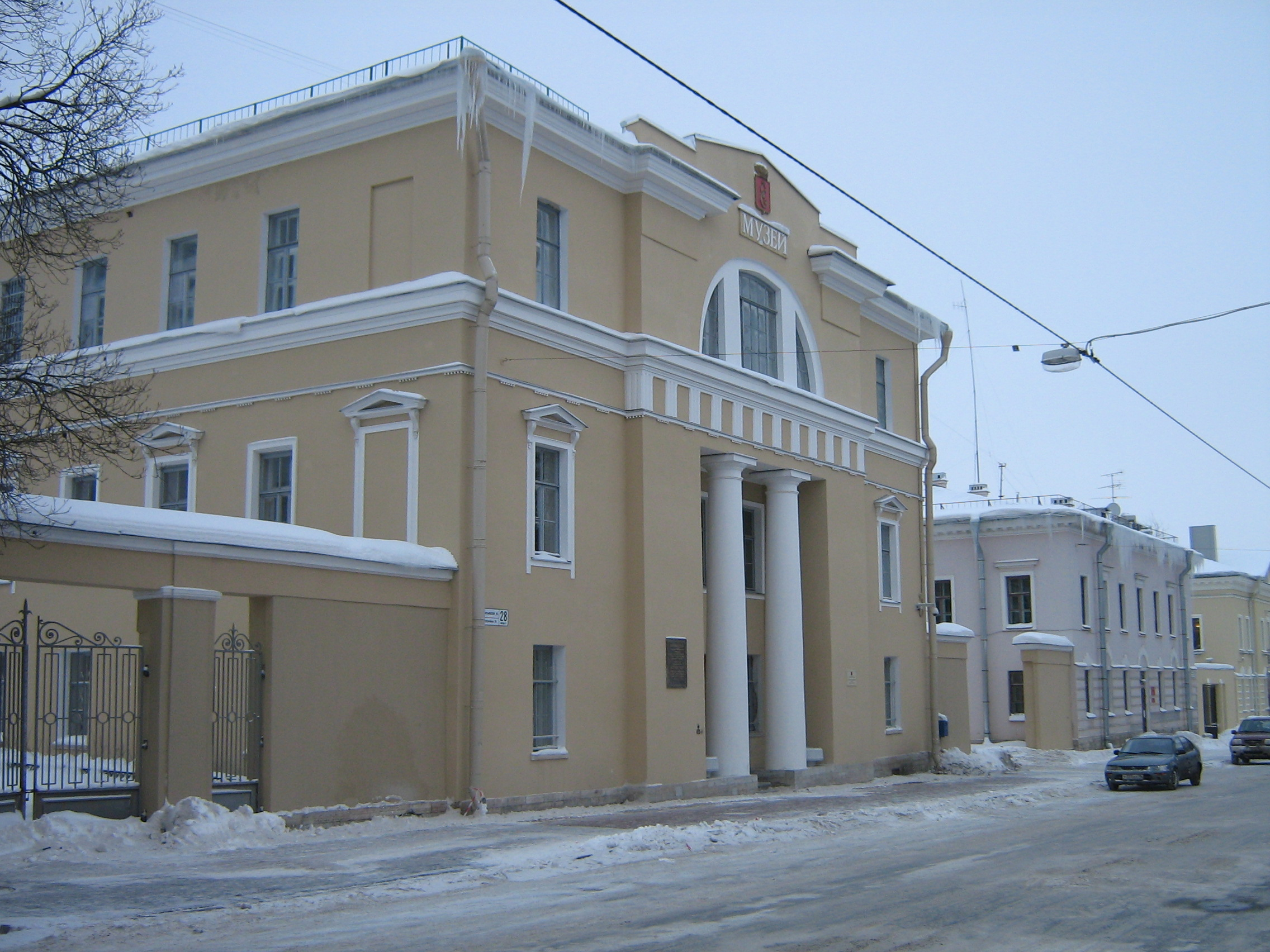
Museu històrico-literari de la ciutat

## Els palaus

### Palau de Caterina

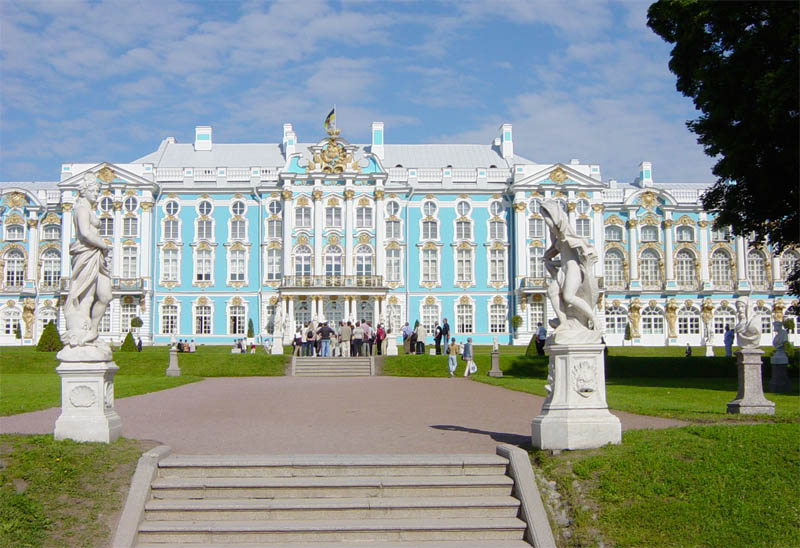
Vista de la façana meridional del palau de Caterina.

La residència té el seu origen l'any 1717, quan Caterina I de Rússia va contractar l'arquitecte alemany Johann-Friedrich Braunstein per construir un palau d'estiu. El 1733, l'emperadriu Anna va encarregar a Mikhaïl Zemtsov i Andrei Kvàssov que ampliessin el palau de Caterina. L'emperadriu Elisabet, però, va considerar que la residència de la seva mare estava passada de moda i era incòmoda i, el maig de l'any 1752, va demanar al seu arquitecte, Bartolomeo Rastrelli, que demolís l'antiga estructura i la reemplacés amb un edifici molt més gran en un cridaner estil rococó. La construcció va trigar quatre anys i, el 30 de juliol de 1756, l'arquitecte li va presentar el flamant nou palau de 325 metres de llarg a l'emperadriu.

### Palau d'Alexandre

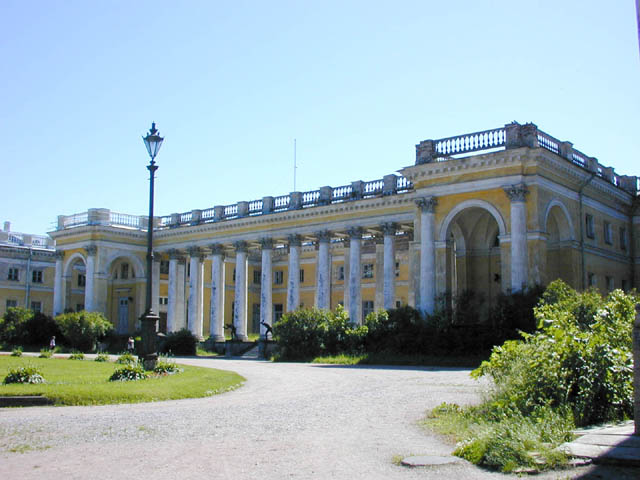
Vista del palau d'Alexandre

El palau d'Alexandre va ser construït a la vila imperial de Tsárskoie Seló. Va ser encarregat per Caterina la Gran per al seu net preferit i futur emperador Alexandre I amb motiu del seu matrimoni amb la gran duquessa Elizaveta Alekséievna, nascuda princesa Lluïsa Maria Augusta de Baden.
El graciós edifici neoclàssic va ser planejat per Giacomo Quarenghi i construït entre 1792-1796. Hi ha acord que l'arquitecte s'havia superat a si mateix en crear una obra mestra. El 1821, al voltant d'un quart de segle més tard, el fill de l'arquitecte va escriure: «Un elegant edifici que mira sobre el bell jardí nou... a Tsárskoie Seló, va ser dissenyat i construït pel meu pare a petició de Caterina II, com a residència d'estiu per al jove gran duc Alexandre, el nostre actual sobirà. De conformitat amb l'estatus august de la persona per la qual va ser concebut el palau, l'arquitecte el va formar amb la major simplicitat, combinant funcionalitat i bellesa: digna façana, proporcions harmonioses, i moderada ornamentació... també es manifesten en els seus interiors..., sense comprometre la comoditat, la magnificència i l'elegància».

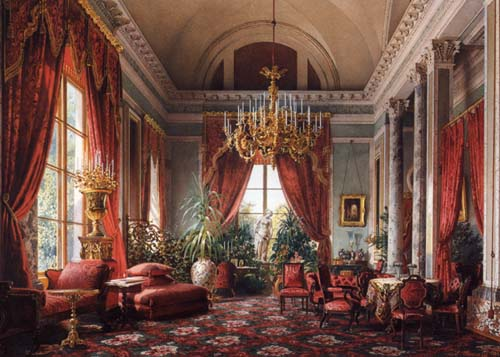
Saló carmesí per Luigi Premazzi als anys 1850

Una història interessant sobre la construcció és que quan els treballadors estaven excavant per fer els fonaments, van trobar un riu subterrani que actualment corre sota la sala semicircular. Alexandre usava el palau com a residència d'estiu al llarg del regnat de la seva àvia i del seu pare, l'emperador Pau I. Quan es va convertir en emperador, però, va preferir residir al proper palau de Caterina.
Alexandre I va donar el palau al seu germà, el futur Nicolau I. Des de llavors, va ser la residència d'estiu de l'hereu al tron. Des de 1830 fins a 1850, es va dur a terme una àmplia reforma segons dissenys de D. Cerfolio, A. Ton, D. Iefímov, A. Stackenschneider i d'altres per seguir les modes canviants. L'aparença de les habitacions privades i formals del palau durant el regnat de Nicolau poden veure's en aquarel·les d'E. Hau, I. Premazzi i I. Volski de 1840-1860. El famós «saló de la muntanya», que té un llarg tobogan construït per als nens de Nicolau I, es va construir llavors.

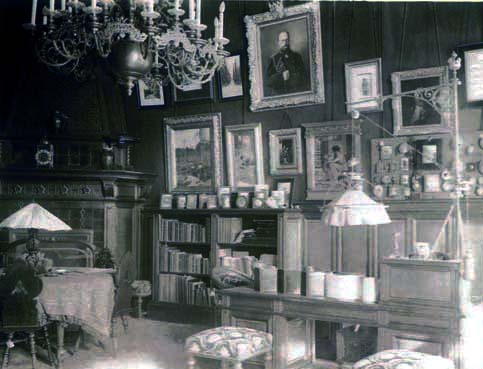
Estudi de treball de l'últim tsar de Rússia

El palau és famós sobretot, pel paper que va jugar en el regnat de l'últim tsar, Nicolau II. Ell i la seva esposa Alexandra sempre van estimar el palau i van decidir fer-hi la seva residència permanent després del Diumenge Sagnant que va fer perillós el palau d'Hivern. Van remodelar la sala de ball de dues plantes i la van transformar en l'habitació de l'Arce i el nou Estudi i van afegir habitacions per als seus fills a la planta superior. Per a horror de la cort, Alexandra, i el seu arquitecte Meltzer, van triar un estil de decoració llavors modern, Art Nouveau, considerat per l'aristocràcia més «de classe mitjana que imperial». Una d'aquestes famoses habitacions és l'habitació malva d'Alexandra.
Durant el regnat de Nicolau II, el palau va ser cablejat per tenir electricitat i equipat amb un sistema de telèfon. El 1899 un ascensor hidràulic va ser instal·lat connectant la suite de l'emperadriu amb les habitacions dels nens a la segona planta. Més encara, amb l'arribada del cinema, es va construir una pantalla a la sala semicircular per projectar pel·lícules.
Durant els anys tempestuosos de la guerra i la revolució, les parets monumentals del palau d'Alexandre van protegir la família imperial del món exterior. Pierre Gilliard, tutor del fill de Nicolau II, tenia accés lliure a aquest santuari interior. En les seves memòries, el tutor més endavant va escriure que la vida familiar a Tsárskoie Seló era menys formal que en altres residències. A part d'unes poques excepcions, la cort no residia al palau. La Família Imperial es reunia informalment al voltant de la taula en els àpats sense ajudants, llevat que hi hagués parents visitant-los.
Nicolau II va abdicar el tron de Rússia el 2 de març de 1917. Tretze dies després va tornar al palau d'Alexandre no com a emperador de Rússia, sinó com a coronel Romànov. La família imperial va quedar llavors sota arrest domiciliari i confinada a unes poques habitacions del palau i vigilats per una guàrdia amb la baioneta calada. El règim de la seva captivitat, establert pel mateix Aleksandr Kérenski, va preveure estrictes limitacions en la vida de la família imperial: un aïllament del món exterior, una guàrdia durant els seus passejos pel parc, prohibició de qualsevol tipus de contacte o correspondència a part de les cartes aprovades.
Per ordre directa de Kérenski, la família imperial va ser traslladada l'1 d'agost de 1917 per tren a Tobolsk a Sibèria. Des de llavors fins al començament de la Segona Guerra Mundial, el palau fou un museu. Al començament del conflicte bèl·lic, el mobiliari més valuós va ser evacuat a l'interior del país. Les parts restants de la col·lecció es van amagar al soterrani durant l'ocupació nazi. Durant els anys de guerra, el palau es va usar com a caserna general del comandament militar alemany. La zona al davant del palau es va transformar en un cementiri per a soldats de les SS. Col·leccions úniques des del punt de vista artístic i històric van ser parcialment destruïdes. Conforme les forces alemanyes estaven deixant Rússia, molts dels palaus suburbans van ser incendiats. El palau d'Alexandre es va lliurar. El palau es va usar com un dipòsit d'obres d'art. Més tard van decidir que el palau no tornés a ser un museu i el van lliurar a l'Armada Soviètica. També va funcionar com a orfenat, encara que els nens allotjats allà van destrossar parts de la segona planta on s'ubicaven les habitacions dels cinc fills del tsar.
Fins fa molt poc, el palau es va veure com un afegit al bell parc d'Alexandre. Pocs coneixien els salons formals conservats dins, o que els palaus de Caterina i Pàvlovsk contenien exquisits canelobres, retrats formals i moltes d'altres obres d'art creats específicament per a aquestes sales. Pocs s'adonen que, a l'ala esquerra del palau, decoracions que daten de l'últim emperador de Rússia havien sobreviscut intactes. A l'estiu de 1997, una exposició permanent es va inaugurar en l'ala esquerra de l'edifici. Avui certs elements de la sala de recepció, el Nou Estudi de Nicolau II i la sala de la cantonada d'Alexandra han estat recreats i proporcionen un teló de fons per a exposicions de robes històriques, armes i objectes d'arts aplicades que es troben entre les seves parets. A l'estudi de Nicolau II, on s'ha recreat l'ambient de treball de l'últim emperador de Rússia, penja un retrat del pare de Nicolau, Alexandre III. En una secció del palau, els visitants poden veure robes usades per la família imperial de Rússia i uniformes relacionats amb la cort del tsar Nicolau II.

## Parcs i jardins
- Alexander Park

- Catherine Park

- Parc de Babolovo

- Parc Fermsky amb l’estació de ferrocarril imperial a Tsarskoie Selo (1912)

- Parc Bouferny

## Arquitectura religiosa
- Catedral de Sofia (Puixkin)

- Església del Palau de Caterina

- Catedral (col·legiata) de Santa Caterina, reconstruïda el 2006-2010

- Catedral de l'Ascensió (Colegiata), 1782-1788

- Catedral Feodorovsky (o Catedral de la Icona del Monestir Feodorovsky), catedral familiar de la casa Romanov, construïda el 1909-1912

- Església de Nostra Senyora del Signe, construïda el 1737-1747

- Església de Nostra Senyora de Kazan, 1785-1790

- Església de Sant Panteleimon, construïda el 1846-1852

- Capella de la Nativitat de la Verge (situada a l'antic institut Nicolas, institut de nois de la ciutat), 1870-1872

- Església de Sant Julià d'Antioquia, 1894-1899, antiga església del regiment de cuirassiers de la guàrdia

- Església de Sant Sergi, 1903-1904

- Església de la Mare de Déu dels Dolors, construïda per a la branca russa de la Societat de la Creu Roja el 1912-1914

- Capella de Sant Igor de Txernigov, construïda el 1997-1998

- Església catòlica de Sant Joan Baptista, 1824-1826

- Església luterana de la Resurrecció, 1860-1865

## Arquitectura civil
- Tsàrskoie Seló (Zapasnoy Dvoretz), 1817-1824

- Galeries de compres (Gostinny Dvor), 1866

- Palau de la princesa Paley, 1911-1912, construït per Karl Schmidt; Avui acull una facultat de la universitat d'enginyeria militar

- Mansió Kochubei, 1911-1913, construïda per A. jo. Tamanov.

- Estació de tren imperial de Tsarskoie Selo

- El Pavelló Squeaky

## Museus municipals
- El Museu Puixkin, situat a l'antiga casa (1827) de la vídua del Kammerdiener (funcionari de la cort) Kitaev, on Puixkin i la seva dona van passar l'estiu de 1831. Aquest museu està dedicat a Puixkin a la dècada de 1830.

- Museu històrico-literari, situat a l'antic ajuntament, dedicat a la història de la ciutat

- Museu Rus de la Primera Guerra Mundial,

- Museu Txistiakov, dedicat a l'obra de l'artista,

- Museu de la Col·lecció Tsarkoe Selo, situat en una mansió d'estil modern (1909), dedicada a l'art realista des de 1910 fins a l'actualitat,

- Museu Akhmatova, dedicat a la col·lecció de S. D. Oumnikov

## Població
Padrons (*) o estimacions de població:
| 1897  | 1926  | 1939  | 1959  | 1970  | 1979  | 1989  | 2002  | 2010  |
| ----- | ----- | ----- | ----- | ----- | ----- | ----- | ----- | ----- |
| 22400 | 19300 | 56000 | 45562 | 79100 | 89601 | 95400 | 84628 | 92721 |

## Educació
- Universitat Agrària Estatal de Sant Petersburg

## Personalitats vinculades a la ciutat
- Evgeni Feoktistov (1828-1898), periodista, editor, historiador i, més tard, funcionari de l'estat, va morir a Puixkin.

- Nikolai Aleksandrovič Romanov, (1957-), pintor rus, nascut a Puixkin.

## Agermanaments
- Aalborg (Dinamarca)

- Kalamazoo (Estats Units)

- Worcester (Estats Units)

- Frankenthal (Alemanya)

- Zerbst (Alemanya)

- Cambrai (França)

- Versalles (França)

- Màntua (Itàlia)